# Olympische Sommerspiele 1956/Teilnehmer (Polen)
| Gelbes Symbol für Goldmedaillen mit stilisierten Olympischen Ringen | Graues Symbol für Silbermedaillen mit stilisierten Olympischen Ringen | Braundes Symbol für Bronzemedaillen mit stilisierten Olympischen Ringen |
| ------------------------------------------------------------------- | --------------------------------------------------------------------- | ----------------------------------------------------------------------- |
| 1                                                                   | 4                                                                     | 4                                                                       |

Polen nahm an den Olympischen Sommerspielen 1956 in Melbourne mit einer Delegation von 64 Athleten (49 Männer und 15 Frauen) an 48 Wettkämpfen in neun Sportarten teil.
Die polnischen Sportler gewannen eine Gold-, vier Silber- und vier Bronzemedaillen. Einzige Olympiasiegerin wurde Elżbieta Krzesińska im Weitsprung. Jerzy Pawłowski gewann im Säbelfechten mit zwei Silbermedaillen als einziger polnischer Sportler mehr als eine Medaille. Fahnenträger bei der Eröffnungsfeier war der Leichtathlet Tadeusz Rut.

## Teilnehmer nach Sportarten

### Boxen
- Henryk Kukier
- Zenon Stefaniuk
- Henryk Niedźwiedzki
Bronze  Federgewicht
- Zygmunt Milewski
- Leszek Drogosz
- Tadeusz Walasek
- Zbigniew Pietrzykowski
Bronze  Halbmittelgewicht
- Zbigniew Piórkowski
- Andrzej Wojciechowski

### Fechten
Männer
- Jerzy Pawłowski
Silber  Säbel
Silber  Säbel Mannschaft
- Wojciech Zabłocki
Silber  Säbel Mannschaft
- Marek Kuszewski
Silber  Säbel Mannschaft
- Ryszard Zub
Silber  Säbel Mannschaft
- Andrzej Piątkowski
Silber  Säbel Mannschaft
- Zygmunt Pawlas
Silber  Säbel Mannschaft

### Gewichtheben
- Marian Zieliński
Bronze  Federgewicht
- Jan Czepułkowski
- Krzysztof Beck
- Jan Bochenek
- Czesław Białas

### Kanu
Männer
- Ryszard Skwarski
- Stefan Kapłaniak
- Jerzy Górski

Frauen
- Daniela Walkowiak

### Leichtathletik
Männer
- Jerzy Chromik
- Janusz Jarzembowski
- Zdzisław Krzyszkowiak
- Edward Szmidt
- Kazimierz Zimny
- Zenon Baranowski
- Marian Foik
- Henryk Grabowski
- Zbigniew Janiszewski
- Jan Kopyto
- Kazimierz Kropidłowski
- Ryszard Malcherczyk
- Alfons Niklas
- Tadeusz Rut
- Janusz Sidło
Silber  Speerwurf
- Zenon Ważny

Frauen
- Halina Richter-Górecka
- Maria Kusion-Bibro
- Barbara Lerczak
- Genowefa Minicka
- Urszula Figwer
- Elżbieta Krzesińska
Gold  Weitsprung
- Anna Wojtaszek

### Rudern
- Teodor Kocerka
- Zbigniew Schwarzer
- Henryk Jagodziński
- Bertold Mainka
- Kazimierz Błasiński
- Szczepan Grajczyk
- Zbigniew Paradowski
- Marian Nietupski

### Schießen
- Adam Smelczyński
Silber  Trap
- Zygmunt Kiszkurno

### Schwimmen
Frauen
- Elżbieta Gellner

### Turnen
Frauen
- Dorota Jokiel
Bronze  Gruppengymnastik
- Natalia Kot
Bronze  Gruppengymnastik
- Danuta Nowak-Stachow
Bronze  Gruppengymnastik
- Helena Rakoczy
Bronze  Gruppengymnastik
- Lidia Szczerbińska
Bronze  Gruppengymnastik
- Barbara Ślizowska
Bronze  Gruppengymnastik